# Svobodka
Svobodka (deutsch: Frauenreith) ist ein Ortsteil der tschechischen Gemeinde Halže im Okres Tachov. Der Ort liegt westlich der Stadt Tachov (Tachau) im Oberpfälzer Wald (Český les), nahe dem Grenzübergang zur Bundesrepublik Deutschland bei der Stadt Bärnau (Bayern). 
1 km südwestlich des Ortes befindet sich die Talsperre Lučina.

## Geschichte
Frauenreith wird 1552 im Urbar der Stadt Tachau als „Frawenreuth“ genannt, ist aber schon sehr viel früher entstanden, möglicherweise schon im 14. Jahrhundert. 1605 bestand der Ort aus 15 Anwesen. Nach dem Dreißigjährigen Krieg wurden 1654 in „Frodraith“ 11 Chalupner, 2 Gärtner (Kleinstlandwirte) und dazu ein abgebranntes und ein verödetes Anwesen gezählt. Das Dorf gehörte zur Herrschaft Tachau.
Im Jahre 1788 bestand das Dorf aus 29, im Jahr 1838 aus 30 Häusern. 1945 war die Nr. 63 die höchste Hausnummer. Die Zählung der Bevölkerung im Jahr 1930 ergab 302 Einwohner, im Jahre 1939 waren es 333 Personen.
Die Seelsorge für die Bewohner wurde von Tachau her wahrgenommen, zum Gottesdienst nach Hals war es allerdings für die Dorfbevölkerung nur halb so weit. Die Statue des Hl. Joh. Nepomuk aus dem Jahre 1830 wurde von Georg Böhm geschaffen, der 1789 in Frauenreith geboren wurde und bis zu seinem Tod im Jahre 1853 im nahegelegenen Schönbrunn, heute: Studánka wohnte und arbeitete.
In Frauenreith war eine Glasschleifstätte der jüdischen Fa. Fleischner und Adalbert ansässig. Anfang des 20. Jahrhunderts wurde dieser Betrieb verkauft und für die Holzdrechselei Kroha (Nr. 31) umgebaut. 1906 kaufte Hans Kroha aus Sorghof das ehemalige Schleifwerk für eine Schuhleistenfabrik und Holzdrechslerei. 
Die Gemeinde besaß vor dem Zweiten Weltkrieg die Schule (Nr. 45) und das Gemeindehaus (Nr. 23), dazu etwa 70 ha Grundbesitz.
Nur etwa ein Drittel der Dorfbewohner lebte zuletzt allein von der Landwirtschaft. Der überwiegende Teil arbeitete in Betrieben der Nachbarorte oder als Waldarbeiter. Von den ehemals zu Frauenreith gehörenden Mühlen wird die Spirkmühle (Nr. 25) bereits im Jahre 1607 im Grünen Urbar erwähnt.
Nach dem Münchner Abkommen wurde der Ort dem Deutschen Reich zugeschlagen und gehörte bis 1945 zum Landkreis Tachau.
Der Zweite Weltkrieg endete für die Bevölkerung mit dem Einmarsch amerikanischer Truppen, die kampflos in den Ort einzogen. Im Herbst 1946 hatten alle zwangsweise ausgesiedelten Deutschen das Dorf verlassen. Nach dem Krieg verlor die Gemeinde ihre Selbständigkeit und wurde zum Ortsteil von Halže. 1991 hatte der Ort 60 Einwohner. Im Jahre 2001 bestand das Dorf aus 31 Wohnhäusern, in denen 76 Menschen lebten.

## Persönlichkeiten
- Georg Böhm (* 1789 in Frauenreith; † 1853 in Schönbrunn), Steinmetzmeister